# 국도 제44호선 (미국)

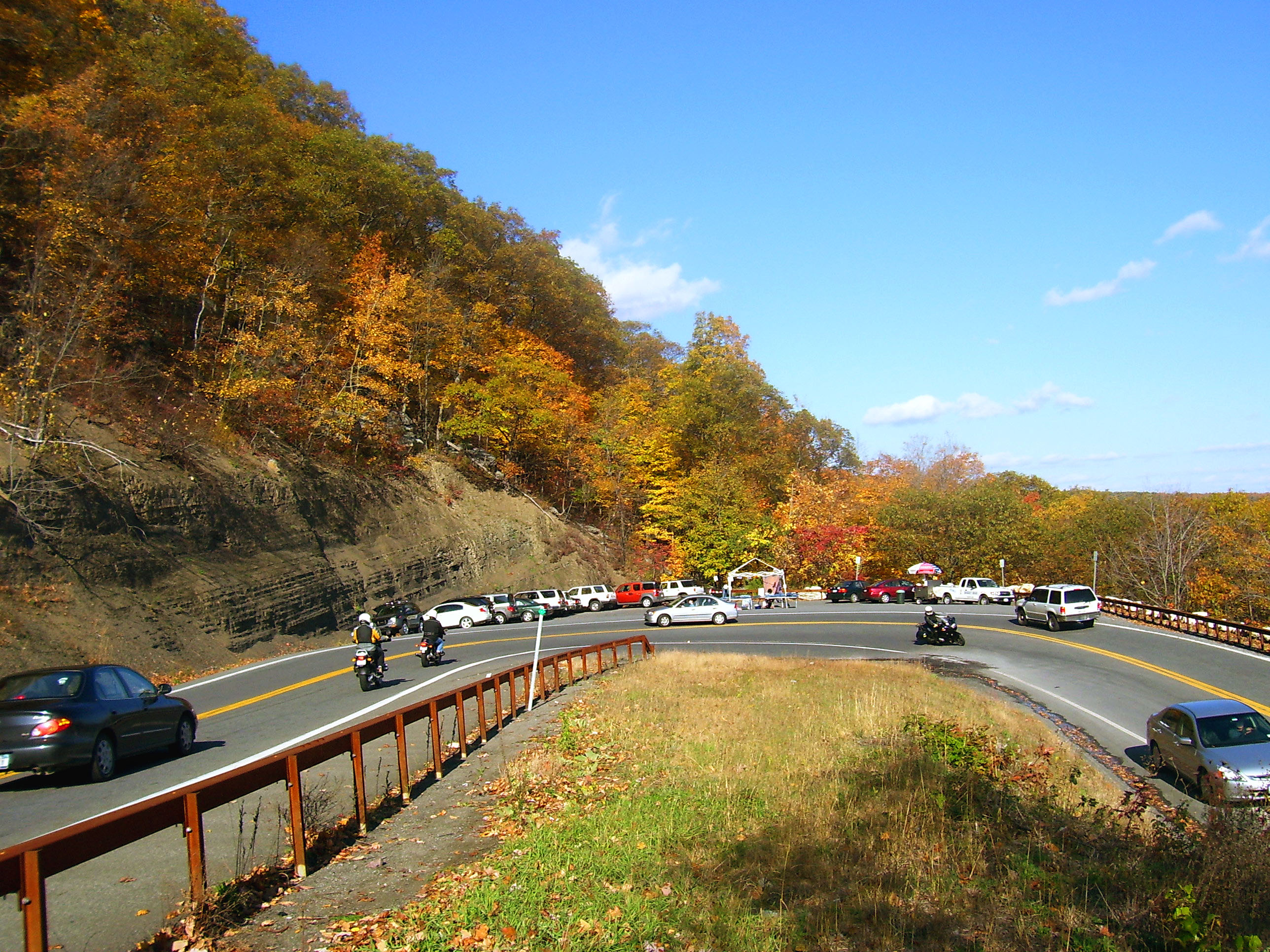
헤어핀 형태로 회전하고 있는 US 44와 NY 55의 모습. 위치는 뉴욕주의 샤완겅크산맥에 자리잡은 머홍크 보전지구이다.

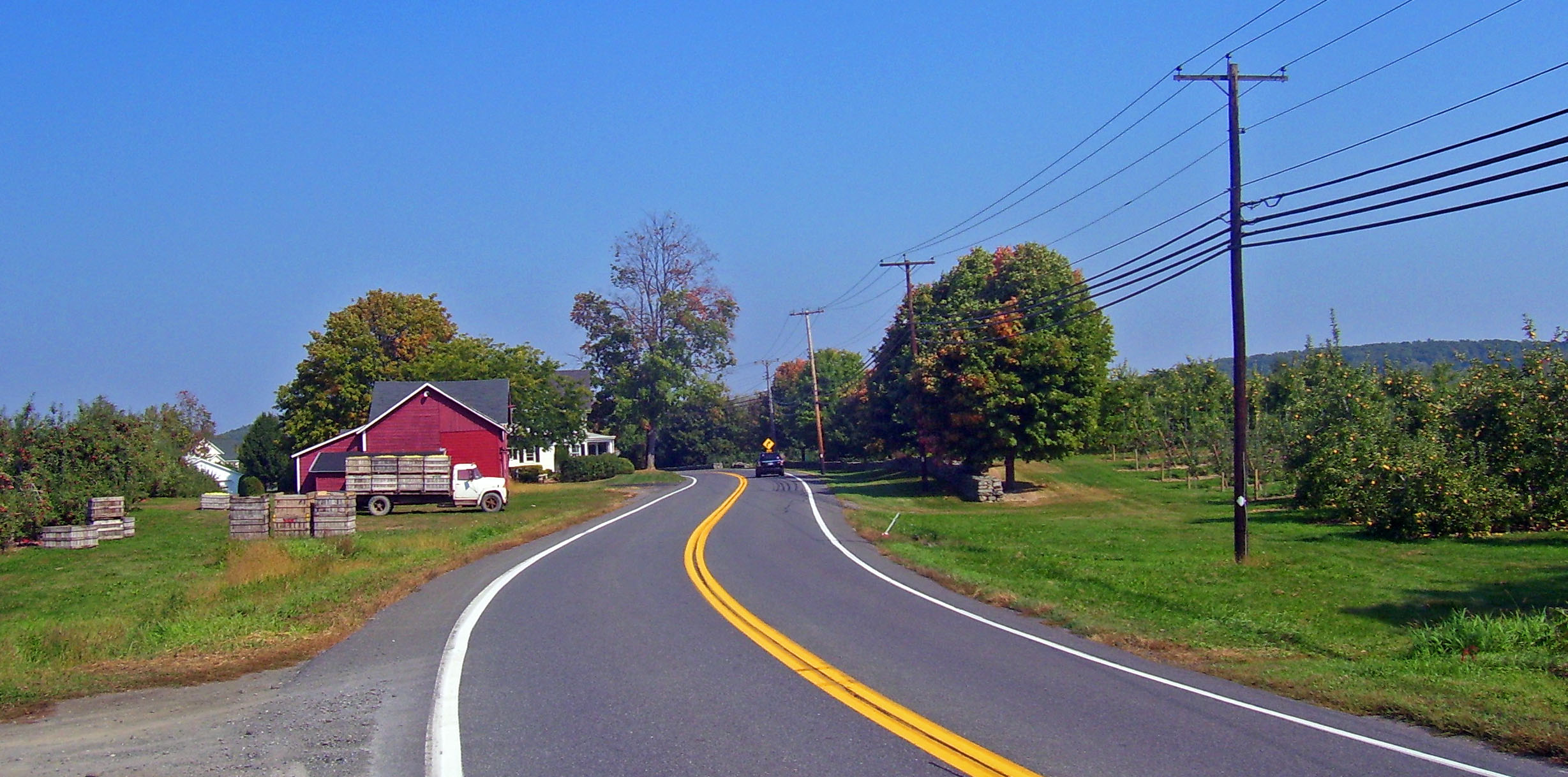
US 44, NY 55가 플래트킬 근처의 과수원을 통과하고 있는 모습

국도 제44호선(U.S. Route 44)은 뉴욕주의 컬혼슨에서 매사추세츠주의 플리머스까지 이르는 미국의 일반 국도로, 총 연장은 237 마일 (381 km)이다. 미국 북동부를 위주로 통과하는 국도 노선 중의 하나이며, 기점인 뉴욕주 컬혼슨에서는 국도 제209호선과 뉴욕주도 제55호선이 접촉하는 반면, 종점인 플리머스에서는 매사추세츠주도 제3A호선과 접촉한다. 또한 중간에는 허드슨 밸리의 작은 골짜기를 통과하고 있는 특이한 도로이기도 하다.

## 주요 경유지
44번 국도가 통과하고 있는 주는 다음과 같다.
| 주요 경로 및 거리 |           |        |
| \| 지역 \| 거리 (mi) \| (km) \| \| -------------- \| --------- \| ------ \| \| 뉴욕주 \| 65.98 \| 106.18 \| \| 코네티컷주 \| 106.03 \| 170.64 \| \| 로드아일랜드주 \| 26.3 \| 42.3 \| \| 매사추세츠주 \| 38.4 \| 61.8 \| \| 합계 \| 236.7 \| 380.9 \| |           |        |
| 지역 | 거리 (mi) | (km)   |
| 뉴욕주 | 65.98     | 106.18 |
| 코네티컷주 | 106.03    | 170.64 |
| 로드아일랜드주 | 26.3      | 42.3   |
| 매사추세츠주 | 38.4      | 61.8   |
| 합계 | 236.7     | 380.9  |

## 접촉하는 도로

### 주간고속도로
- 주간고속도로 제84호선
- 주간고속도로 제384호선
- 주간고속도로 제395호선
- 주간고속도로 제295호선
- 주간고속도로 제95호선
- 주간고속도로 제195호선
- 주간고속도로 제495호선

### 국도
- 국도 제209호선
- 국도 제9W호선
- 국도 제9호선
- 국도 제7호선
- 국도 제202호선
- 국도 제6호선
- 국도 제5호선
- 국도 제1호선
- 국도 제1A호선

### 기타 도로
- 타코닉 스테이트 파크웨이(영어판)
- 매사추세츠주도 제3A호선(영어판) (종점에서 접촉)